# Felce (araldica)
In araldica la felce compare sotto forma di ramo frondoso, quasi sempre di colore verde. Spesso è utilizzata come arma parlante.

Inquartato: nel 1º e nel 4º d'azzurro alla conchiglia d'argento; nel 2º e nel 3º d'argento al ramo di felce di verde in palo (famiglia Abot de Bourgneuf, Francia)
D'argento, al ramo di felce di verde, annodato d'oro e rovesciato in palo (Boemondo d'Antiochia)
Di rosso, a tre foglie di felce d'argento, riunite alla base, al capo cucito d'azzurro caricato di tre gigli d'oro (Montech, Francia)
Torta di rosso, caricata di tre rami di felce fossile di nero (Champagne-sur-Oise, Francia)

## Traduzioni
- Francese: fougère
- Inglese: fern
- Tedesco: Farn
- Spagnolo: helecho
- Olandese: varen